# Jette Kjær Petersen
Jette Kjær Petersen (født 3. juli 1985 i Holstebro) er en dansk forfatter. Af uddannelser har hun handelsskolens grunduddannelse og grunduddannelsen til gartner fra Teknisk Skole. Hun arbejder som blomsterbinder ved siden af sine skriverier. Hun debuterede med sin paranormal romance/ungdoms fantasy, Lygtemandens datter i 2014.